# Adrianus Martinus de Lange
Adrianus Martinus de Lange (Gouda, gedoopt 14 oktober 1761 - Noord-Waddinxveen, 22 maart 1829) was een Nederlandse schout en burgemeester.

## Leven en werk
De Lange werd in 1761 in Gouda geboren als zoon van de deurwaarder van de gemenelandsmiddelen Martinus de Lange en van Ariana Ketelaar. De Lange behoorde tot de patriotten in Waddinxveen. Hij maakte deel uit van het vrijkorps het Genootschap van Wapenhandel, met de zinspreuk "Door Deugd en Moed te zaam verbonden, Blijft Neeêrlands Vrijheid" ongeschonden, dat hij vertegenwoordigde op de landelijke bijeenkomsten in Leiden en Amsterdam. In 1795 was hij als secretaris van het ambacht Noord-Waddinxveen betrokken bij de machtsomwenteling in het ambacht Bloemendaal. Na het wegsturen van de regenten werd hij de nieuwe secretaris van Bloemendaal ter vervanging van de orangist Willem van der Hoeve, een Goudse regent. In 1800 vestigde hij zich als notaris in Noord-Waddinxveen. In 1817 werd hij benoemd tot schout van de gemeente Zuid-Waddinxveen. In 1825 werd de functie van schout omgezet in die van burgemeester. Hij bleef daarnaast zijn functie van notaris in Noord-Waddinxveen uitoefenen.
De Lange is tweemaal getrouwd geweest. Na het overlijden van zijn eerste echtgenote Petronella Treur op 12 januari 1815, hertrouwde hij op 27 maart 1815 te Waddinxveen met Cristina de Jong. Hij overleed in maart 1829 op 67-jarige leeftijd in zijn woonplaats Noord-Waddinxveen.